# Myoxinus
Myoxinus is een kevergeslacht uit de familie van de boktorren (Cerambycidae). De wetenschappelijke naam van het geslacht werd voor het eerst geldig gepubliceerd in 1862 door Bates.

## Soorten
Myoxinus omvat de volgende soorten:
- Myoxinus asper Bates, 1880
- Myoxinus pictus (Erichson, 1847)